# SN 2002lp
SN 2002lp – supernowa typu Ia odkryta 6 czerwca 2002 roku w galaktyce A164011+4228. W momencie odkrycia miała maksymalną jasność 20,40m.